# Albína Benčíková
Albína Benčíková (10. března 1926 – ???) byla slovenská a československá politička Komunistické strany Slovenska a poúnorová poslankyně Národního shromáždění ČSR.

## Biografie
Ve volbách roku 1954 byla zvolena do Národního shromáždění ve volebním obvodu Sereď-Trnava. Je uváděna jako bezpartijní poslankyně, později za KSS. V parlamentu setrvala až do konce funkčního období, tedy do voleb roku 1960. K roku 1954 se profesně uvádí jako členka JZD v obci Majcichov.